# بيدرو زامورا
بيدرو زامورا (بالإنجليزية: Pedro Zamora)‏ هو مربي أمريكي، ولد في 29 فبراير 1972 في Diezmero ‏ في كوبا، وتوفي في 11 نوفمبر 1994 في Coconut Grove ‏ في الولايات المتحدة.

## وصلات خارجية
- بيدرو زامورا على موقع IMDb (الإنجليزية)